# Аеродром Роналд Реган Вашингтон
Национални аеродром Роналд Реган Вашингтон (IATA: DCA, ICAO: KDCA) је јавни аеродром у Кристал Ситију, Вирџинија, Сједињене Америчке Државе, 8 км од Вашингтона. То је најближи аеродром Вашингтону, 24. најпрометнији аеродром у земљи, најпрометнији аеродром у метрополитанској области Вашингтона и други најпрометнији у комбинованој статистичкој области Вашингтон-Балтимор.
Аеродром је отворен 1941. године и првобитно је носио назив Национални аеродром Вашингтон. Део оригиналног терминала је још увек у употреби као Терминал 1. Већи други терминал, сада познат као Терминал 2, отворен је 1997. 1998. Конгрес је усвојио и председник Бил Клинтон је потписао закон о преименовању аеродрома у част 40. председника Сједињених Држава Роналда Регана, који је био на функцији од 1981. до 1989.    
Аеродром је опслуживао преко 25,4 милиона путника током 2023., што је други највећи међу било којим од три аеродрома који опслужују регион, и нови путнички рекорд за аеродром.  Главна писта аеродрома је најпрометнија. 

## Терминали и објекти
Аеродром има 59 гејтова: 9 у Терминалу 1 и 50 у Терминалу 2 (13 у ходнику B, 12 у ходнику C, 11 у ходнику D и 14 у новом ходнику Е). Два терминала нису повезана један са другим након обезбеђења. Нова шема нумерисања терминала и излаза је примењена 2022. Претходно је Терминал 1 био Терминал А, а Терминал 2 је био Терминал B/C, пошто је то једна зграда. Сви гејтови такође сада имају слово, од А до Е за сваки од пет скупова. Стога је гејт 33 постао је гејт C33. Остале промене укључују и паркинг простор.

### Терминал 1
Терминал 1 отворен је 1941. и проширен је 1955. да прими више путника и авио-компанија. Екстеријер овог терминала је обновљен у својој оригиналној архитектури, са фасадом на ваздушној страни обновљеном 2004., а фасадом са копна обновљеном 2008. Терминал је прошао реновирање од 37 милиона долара које је модернизовао изглед аеродрома увођењем бољег осветљења, више прозора и нових подова. Пројекат је завршен 2014. заједно са новим проширеним безбедносним контролним пунктом. 2014. су најављена додатна реновирања укључујући нове надограђене концесије и даља структурна побољшања и завршена су наредне године.

### Терминал 2
Терминал 2 је новији и већи терминал аеродрома; терминал је отворен 1997. и заменио је колекцију терминала специфичних за авиокомпаније изграђених током 1960-их. Директно је повезан са аеродромском станицом јавног превоза преко унутрашњих пешачких мостова. Додатни простор Терминала 2, отворен је 2021. као замена за гејт 35X, која је била намењена за аутобус.

### Копнени превоз
На аеродрому постоји метро станица, коју опслужују Жута и Плава линија, смештена је поред Терминала 2. Две надземне пешачке стазе директно повезују станицу са нивоима хола Терминала 2. Приступ Терминалу 1 обезбеђени су подземном пешачком стазом и шатл превозом.

## Авио-компаније и дестинације

### Редовне линије
| Airlines           | Destinations | Refs   |
| ------------------ | --- | ------ |
| Air Canada Express | Монтреал, Отава, Торонто | [ 14 ] |
| Alaska Airlines    | Los Angeles, Portland (OR), San Diego (begins March 18, 2025), San Francisco, Seattle/Tacoma | [ 16 ] |
| American Airlines  | Boston, Charlotte, Chicago–O'Hare, Dallas/Fort Worth, Fort Myers, Jacksonville (FL), Las Vegas, Los Angeles, Miami, New Orleans, New York–LaGuardia, Orlando, Phoenix–Sky Harbor, Raleigh/Durham, Sarasota, San Antonio (begins March 2, 2025), Tampa, West Palm Beach Seasonal: Atlanta, Bangor, Bermuda, Burlington (VT), Charleston (SC), Destin/Fort Walton Beach, Fort Lauderdale, Hartford, Indianapolis, Nashville, Nassau, Panama City (FL), Pittsburgh, Portland (ME), Providence, St. Louis, Syracuse | [ 19 ] |
| American Eagle     | Akron/Canton, Albany (NY), Asheville, Atlanta, Augusta (GA), Bangor, Baton Rouge, Birmingham (AL), Boston, Buffalo, Burlington (VT), Cedar Rapids/Iowa City, Charleston (SC), Charleston (WV), Charlotte, Chattanooga, Cincinnati, Cleveland, Columbia (SC), Columbus–Glenn, Dayton, Des Moines, Detroit, Fayetteville/Bentonville, Grand Rapids, Greensboro, Greenville/Spartanburg, Hartford, Huntsville, Indianapolis, Jackson (MS), Jacksonville (FL), Kansas City, Key West, Knoxville, Lansing, Little Rock, Louisville, Madison, Manchester (NH), Memphis, Milwaukee, Minneapolis/St. Paul, Montgomery, Myrtle Beach, Nashville, New Orleans, New York–JFK, New York–LaGuardia, Norfolk, Oklahoma City, Panama City (FL), Pensacola, Philadelphia, Pittsburgh, Portland (ME), Providence, Raleigh/Durham, Rochester (NY), Savannah, St. Louis, Syracuse, Tallahassee, Toronto–Pearson, Tulsa, White Plains, Wichita, Wilmington (NC) Seasonal: Destin/Fort Walton Beach, Halifax, Hilton Head, Hyannis, Martha's Vineyard, Melbourne/Orlando, Nantucket, Nassau, Traverse City | [ 19 ] |
| Delta Air Lines    | Atlanta, Detroit, Los Angeles, Miami, Minneapolis/St. Paul, Orlando, Salt Lake City, Seattle/Tacoma (begins March 9, 2025) | [ 24 ] |
| Delta Connection   | Boston, Cincinnati, Lexington, Madison, Nashville, New York–JFK, New York–LaGuardia, Omaha, Raleigh/Durham | [ 24 ] |
| Frontier Airlines  | Denver | [ 25 ] |
| JetBlue            | Boston, Fort Lauderdale, Fort Myers, Nassau, New York–JFK (resumes March 30, 2025), Orlando, San Juan, West Palm Beach Seasonal: Martha's Vineyard, Nantucket | [ 27 ] |
| Southwest Airlines | Atlanta, Austin, Chicago–Midway, Columbus–Glenn, Dallas–Love, Fort Lauderdale, Houston–Hobby, Kansas City, Las Vegas (begins February 13, 2025), Milwaukee, Nashville, New Orleans, Oklahoma City, Omaha, Orlando, Providence, St. Louis, Tampa Seasonal: Albany (NY), Fort Myers, Memphis, Sarasota | [ 30 ] |
| United Airlines    | Chicago–O'Hare, Denver, Houston–Intercontinental, San Francisco | [ 31 ] |
| United Express     | Newark Seasonal: Chicago–O'Hare, Houston–Intercontinental | [ 31 ] |

## Статистика

### Топ дестинације
| Rank | Airport                      | Passengers | Carriers                     |
| ---- | ---------------------------- | ---------- | ---------------------------- |
| 1    | Atlanta, Georgia             | 788.950    | American, Delta, Southwest   |
| 2    | Boston, Massachusetts        | 776.720    | American, Delta, JetBlue     |
| 3    | Chicago–O'Hare, Illinois     | 686.920    | American, United             |
| 4    | Orlando, Florida             | 649.330    | American, JetBlue, Southwest |
| 5    | Miami, Florida               | 520.770    | American                     |
| 6    | Dallas/Fort Worth, Texas     | 464.340    | American                     |
| 7    | Charlotte, North Carolina    | 350.410    | American                     |
| 8    | New York–LaGuardia, New York | 305.710    | American, Delta              |
| 9    | Fort Lauderdale, Florida     | 302.200    | American, JetBlue, Southwest |
| 10   | Nashville, Tennessee         | 297.700    | American, Delta, Southwest   |

### Удео на тржишту авио-компанија
| Позиција | Авио-компанија     | Број путника | Проценат |
| -------- | ------------------ | ------------ | -------- |
| 1        | American Airlines  | 6.860.000    | 27.50%   |
| 2        | Southwest Airlines | 3.692.000    | 14.80%   |
| 3        | Delta Air Lines    | 2.397.000    | 9.61%    |
| 4        | JetBlue            | 1.750.000    | 7.02%    |
| 5        | United Airlines    | 1.482.000    | 5.94%    |
|          | Остали             | 8.760.000    | 35.12%   |